# NRP Águia (P1164)
O NRP Águia é uma lancha rápida de fiscalização e patrulhamento da marinha portuguesa da Classe Albatroz. Foi construída no Arsenal do Alfeite e entrou ao serviço da marinha em 1975. Em 2003, foi alterada para assumir as funções que desempenhou até 27 de Abril de 2016.